# Nền tảng hữu thần cơ bản của Kitô giáo
Kitô giáo có quan niệm hữu thần là các thuyết: thuyết về sự sáng tạo của Thiên chúa, thuyết về tội tổ tông, thuyết về sự cứu rỗi, thuyết về sự ra đời của chúa Giêsu và thuyết về sự linh ứng ý của chúa vào các tác giả viết Kinh thánh.
Kinh thánh  của Kitô giáo mô tả các thuyết này tóm tắt như sau:
- Thuyết về sự sáng tạo là Thiên chúa sáng tạo ra vũ trụ, vạn vật, con người (là Adam-Eva, tổ tiên của loài người) và muôn loài trong 6 ngày [3].
- Thuyết về tội tổ tông là: Adam và Eva không nghe lời Thiên chúa đã nghe lời con rắn xúi giục, phạm tội ăn trái cấm nên bị Thiên chúa đuổi khỏi Vườn địa đàng. Tội ấy là tội tổ tông, con người (Adam và Eva) mang theo ra trần gian truyền cho hậu duệ của mình là nhân loại [3] (tùy theo giáo phái người ta quan niệm về sự truyền tội này một cách khác nhau).
- Thuyết về sự cứu rỗi nói rằng xuất phát từ tội tổ tông, loài người có tội nên cần phải được cứu rỗi.
- Thuyết về sự giáng sinh của chúa Giêsu. Đó là loài người có tội, vì thương yêu loài người, nên thiên chúa đã giáng trần làm chúa Giêsu để cứu rỗi cho loài người để cho loài người được sống sung sướng và vĩnh hằng cùng Thiên chúa trên Thiên đàng.
- Thuyết về sự linh ứng ý chúa vào các tác giả viết Kinh thánh khẳng định rằng lời trong kinh thánh là sấm ngôn của chúa. Chúa đã linh ứng vào các tác giả để tác giả viết ra Kinh thánh, do đó Kinh thánh không được thêm vào hoặc bớt đi [4]. Bởi vậy Kinh thánh đã duy trì được sự nguyên bản suốt cả hàng ngàn năm.